# Temple d'Héra à Olympie
Le temple d'Héra à Olympie, appelé aussi Héraion, est un temple grec de l'époque archaïque érigé vers 590 av. J.-C. Situé dans la zone septentrionale, la plus sacrée de l'Altis (le « bois sacré » entouré d'un péribole), ce petit temple côtoie le Métrôon (temple de Cybèle), tandis que celui de Zeus est cantonné au sud. Les temples d'Héra et de Zeus se contentent d'encadrer le vieil autel de cendres, qui est toujours demeuré le fondement du culte dans le sanctuaire d'Olympie.

## Historique
Le temple d'Héra à Olympie, utilisé aussi à l'origine pour le culte de Zeus, est probablement le premier édifice dorique connu du Péloponnèse et l'un des premiers du monde grec. Il est construit vers 590 av. J.-C. à l'initiative des habitants de Scillonte, cité voisine et alliée de Pise. Il remplace probablement un temple de Zeus érigé quelques décennies auparavant, bien que cette hypothèse soit contestée par certains archéologues, et a peut-être été financé par le butin amassé par les Éléens dans leurs guerres contre Pise et la région de Triphylie passée sous leur contrôle. 
Il est détruit au début du IVe siècle par un séisme mais l'autel consacré à la déesse devant le temple sert encore pour l'allumage de la flamme olympique.

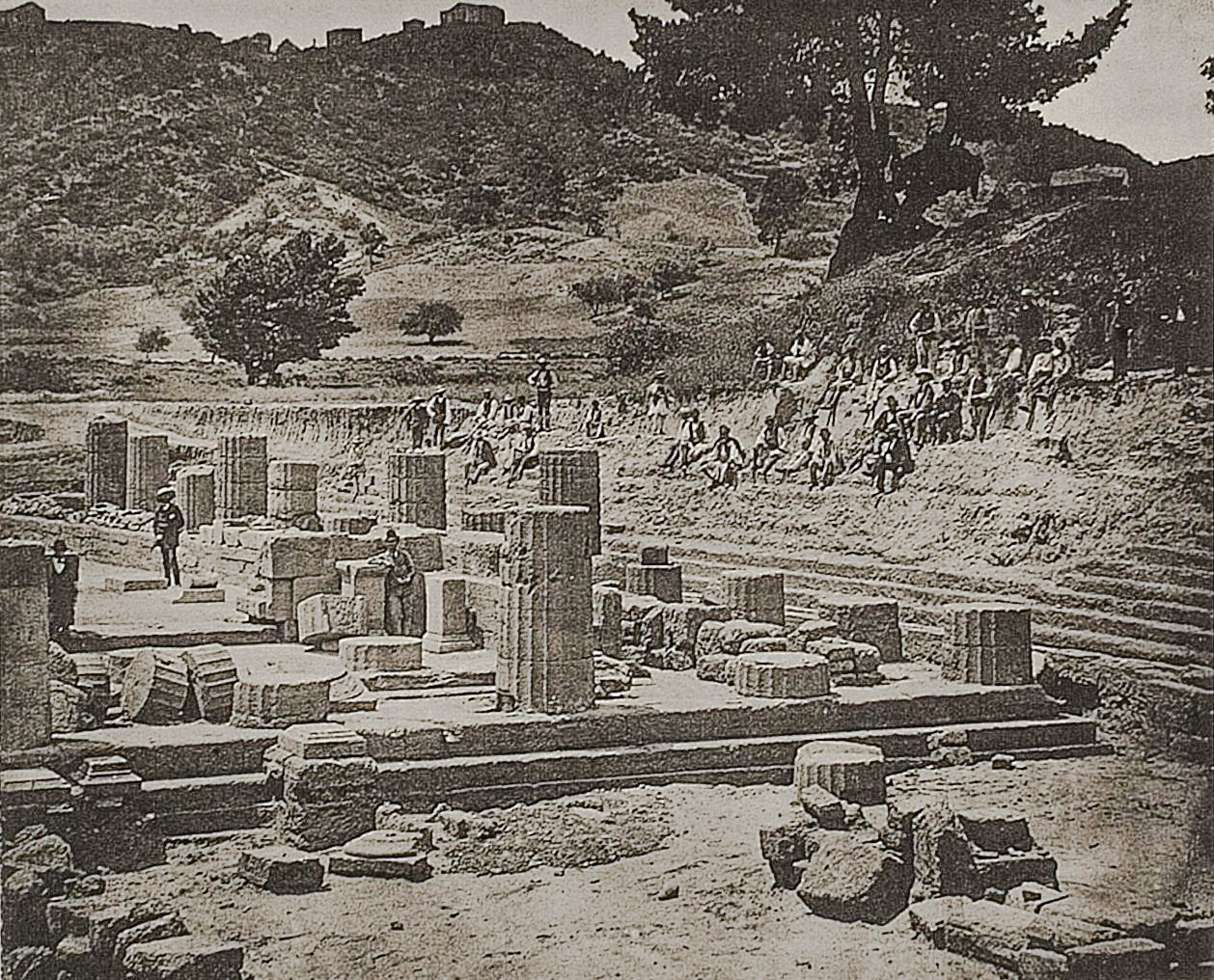
Fouilles du temple (1877-1878) vues depuis l'est.

Ernst Curtius obtient en 1874 du gouvernement grec des droits de fouilles exclusifs pour l'Institut archéologique allemand sur le site d'Olympie. Trois ans plus tard, il met au jour dans les ruines du temple d'Héra la statue grecque Hermès portant Dionysos enfant. Les études du temple d'Héra et de Zeus sont plus particulièrement confiées en 1878 à son collègue Wilhelm Dörpfeld qui exhume leurs fondations, leurs colonnes et d'autres vestiges de l'élévation des murs,.

## Architecture

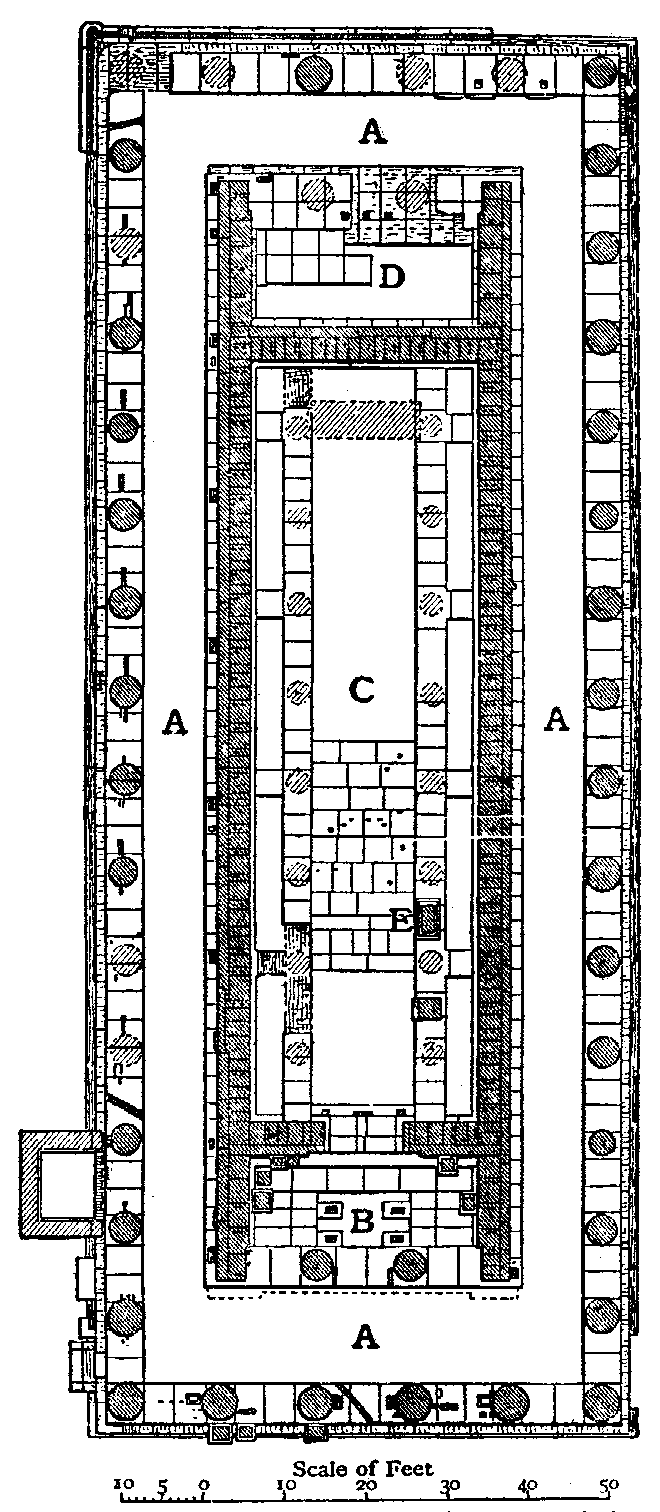
Plan du temple :
A. péristyle
B. pronaos
C. naos
D. opisthodome
E. base de la statue d'Hermès.

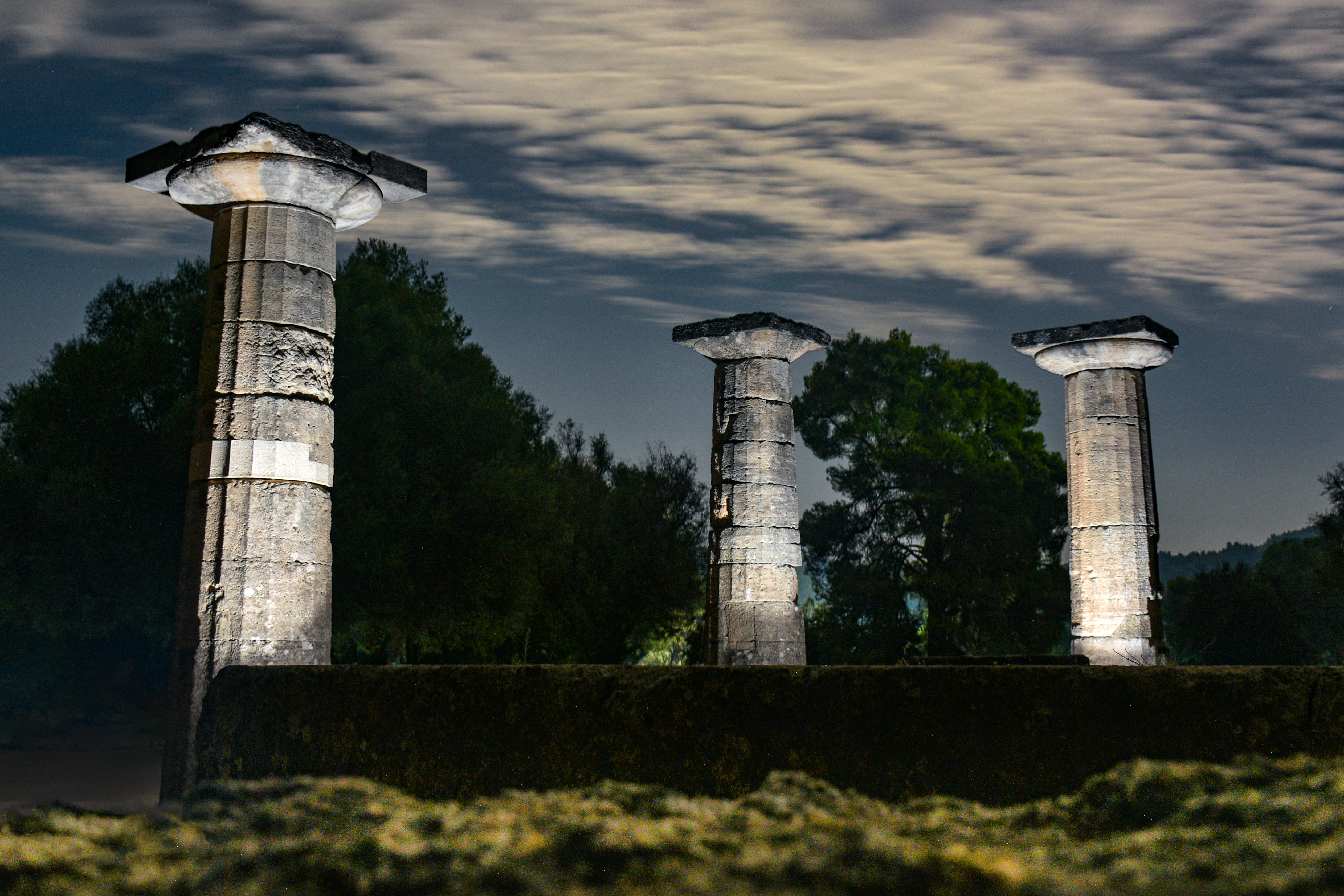
Colonnes du temple d'Héra

L'édifice est un temple dorique périptère (6 colonnes sur les façades, 16 sur les longs côtés, hautes de 5,40 m) de dimension moyenne et d'allure allongée (18,76 m de large pour 50,01 m de long pour un naos tripartite de 8,34 m sur 27,82 m). Pour lui donner quelque solennité, l'architecte l'a habillé d'un opisthodome distyle in antis, symétrique du pronaos. Tout comme le temple de Zeus voisin, le sékos (espace intérieur du temple) est donc distyle in antis double (à la fois à l'est avec le pronaos et à l'ouest avec l’opisthodome), bien que l’opisthodome ne soit pas ouvert sur le naos.
Les traits foncièrement archaïques de l'édifice (petite crépis à deux degrés, naos à colonnes très proches des murs et alternativement reliées à ceux-ci avec des murs de séparation pour former une série de « chapelles » latérales) relient ce temple à la tradition de Tégée.
L'écrivain grec Pausanias, qui a visité le sanctuaire en 176 ap. J.-C., donne un historique et des détails architecturaux du temple d'Héra dans sa Description de la Grèce : il précise que les colonnes en bois de chêne à l'origine ont été progressivement remplacées par des colonnes de pierre à mesure de leur dégradation ; le soubassement et les orthostates constituant la partie inférieure des murs sont en calcaire coquillier local, le haut des murs est en briques crues ; la majeure partie de l'entablement est en bois ; le toit de tuiles s'appuie sur des frontons sculptés (il subsiste de leur décor des fragments, notamment d'un grand sphinx), surmontés d'un grand acrotère discoïde en terre cuite. Dans l'histoire de l'architecture, le premier fronton sculpté connu est celui de ce temple.
L'hypothèse de colonnes originelles en bois remplacées au fil du temps par des éléments en pierre calcaire fait encore aujourd'hui l'objet de débats au sein de la communauté scientifique. L'aspect architectural particulièrement disparate des colonnes, facilement observable depuis l'anastylose conduite dans les années 1900, tend selon Wilhelm Dörpfeld à accréditer la thèse d'un remplacement graduel de la structure en bois. Toutefois, des recherches conduites dans les années 2010 invitent à replacer ce manque d'harmonie dans le contexte d'une architecture dorique en pierre encore balbutiante et non emprise de l'idéal de symétrie qui caractérise les constructions de l'époque classique.

## Mobilier
Pausanias écrit que le temple abritait les statues de Zeus et d'Héra en pierre calcaire (leur soubassement est visible dans le naos) accompagnées de nombreuses statues chryséléphantines (parmi elles, la réplique antique d'une œuvre de Praxitèle, Hermès portant Dionysos enfant, conservée au musée archéologie d'Olympie) ainsi que l'arche de Cypsélos (coffre en cèdre orné de sculptures d'or et d'ivoire, représentant les scènes de la vie de ce tyran).